# 陳欣妍
陳欣妍（英語：Shirley Chan Yan Yin，1993年5月22日—），原名陳曼姿，香港女演員，入行前於香港理工大學修讀廣告設計學位課程，後因機緣巧合下成為了演員。2017年出道即連拍兩套電影《我們的6E班》及《沒有傍晚的後天》，以及網絡電影《一拳青春》及《狼人遊戲》。擁有標緻的臉孔和倔強爽朗的外表，演技潛質被受讚賞。

## 簡歷
小時候父母已離異。陳欣妍中學就讀于聖士提反女子中學，大學讀香港理工大學廣告設計系，畢業後開始拍戲，出道電影作品是《我們的6E班》，之後前往北京電影學院進修短期表演課程。
2019年4月14日陳欣妍出席第38屆香港電影金像獎頒獎典禮紅地毯，亦首次以香港新晉演員身份參與拍攝頒獎禮宣傳短片，並在頒獎典禮擔任頒獎禮嘉賓主持「MC32」及開幕舞蹈表演。
她的男朋友是前邵氏藝員沈震軒。

## 演出

### 電影
- 2017年：《我們的6E班》 飾 JJ
- 2020年：《我的筍盤男友》 飾 Kitty
- 2020年：《阿索的故事》 飾 細鳳
- 2021年：《我的印度男友》 飾 Jasmine
- 2022年：《忽然心動》 飾 心怡
- 2022年：《反貪風暴之加密危機》
- 2024年：《誤判》  飾 李思敏
- 未上映：《沒有傍晚的後天》 飾 江凱晴

### 網絡電影
- 2019年：《重案行動 - 連環兇殺》 飾 Wing
- 2016年：《一拳青春》 飾 林芷心
- 未上映：《狼人殺：明日激戰》 飾 江海晴

### 網絡劇集
- 2020年：《戰毒》 飾 陳美林（Kiko）

### 電視劇集（ViuTV）
- 2019年：《黑市》飾 Jennifer（第十集《公屋》單元）
- 2020年：《暖男爸爸》 飾 Jennifer（第4集）
- 2022年：《反起跑線聯盟》飾 楊張嘉儀
- 2024年：《反起跑線聯盟2》飾 楊張嘉儀

### 節目演出（ViuTV）
- 2019年：《第38屆香港電影金像獎頒獎典禮》（32位主持之一）
- 2019年：《女學生·吹水班》第32集嘉賓
- 2021年：《ERROR自肥企画》第1、10及15集嘉賓
- 2020年：《辣伙頭》參賽者
- 2020年：《美女郊遊遊》主持
- 2020年：《辣伙頭·開火》參賽者
- 2020年：《就係唔科學》主持

### 節目演出（無綫電視）
- 2024年:《我推的野男LIVE！》代班主持（5-8集）

### 音樂錄像
- 趙浚承 - My World

### 廣告
- Panasonic 金蛋飯煲
- San Miguel 生力清啤
- devon 激光脫毛美肌中心
- 亞洲聯合財務[4]
- 希瑪眼科[5]
- 香港賽馬會[6]

## 外部連結
- 陳欣妍的新浪微博
- 陳欣妍在豆瓣上的资料（简体中文）
- 陳欣妍的Facebook專頁
- 陳欣妍的Instagram帳戶
- 陳欣妍在香港影庫上的簡介